# Croissant

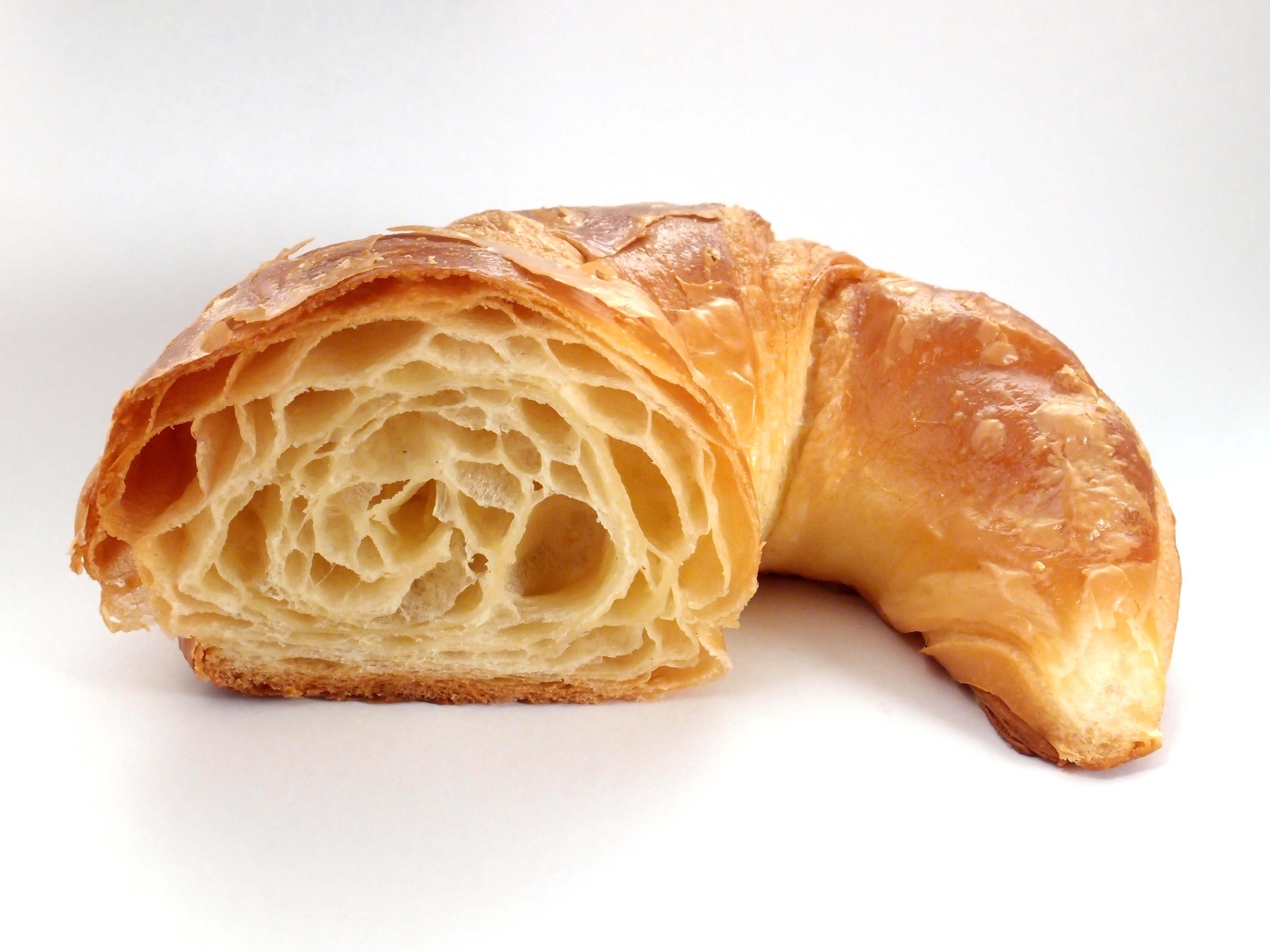
Sezione di un croissant

Il croissant (pronuncia italiana: /krwasˈsan/; lett. "crescente" o "mezzaluna") è un prodotto da forno di origine austriaca, la cui versione di pasta sfoglia è tipica della Francia.
Nonostante la stessa origine dal kipferl austriaco e alcuni ingredienti in comune, il croissant è un dolce diverso dal cornetto (chiamato brioche nelle regioni settentrionali dove ha origine): nell'impasto mancano le uova, cosa che comporta un più deciso aroma di burro ed è di creazione più recente, risalendo all'apertura della Boulangerie Viennoise a Parigi nel 1838. La presenza delle uova nel croissant è limitata alla spennellatura dell'albume sulla superficie, per una migliore doratura.
Il croissant è un particolare tipo di viennoiseries, con una preparazione simile alla pasta sfoglia che viene tagliata in triangoli, arrotolati e piegati a forma di mezzaluna, fatti lievitare e cotti in forno.
I croissant sono un prodotto tradizionale delle panetterie e pasticcerie italiane, austriache e francesi dall'inizio del XX secolo. Erano generalmente consumati a colazione insieme ad una tazza di caffè. Alla fine degli anni settanta, nel tentativo di contrastare la diffusione dei fast food statunitensi, in Francia sono state aperte diverse catene di croissanterie che servono  croissant dolci e salati, con ripieni di vario tipo, dal prosciutto al cioccolato. A renderlo possibile fu lo sviluppo delle tecniche di surgelazione industriale, grazie alle quali i croissant si possono congelare, immagazzinare ed essere cotti al bisogno anche da personale non specializzato.

## Storia
Il croissant è un discendente del kipferl austriaco (che vuol dire appunto mezzaluna), la cui esistenza è stata documentata in varie forme fin da almeno il XIII secolo. Il kipferl può essere semplice o con noci o altri ripieni (alcuni considerano il rugelach un tipo di kipferl). Il kipferl si è trasformato in una mezzaluna quando è arrivato nella città di Venezia durante il XVII secolo. così chiamato per la forma di mezzaluna crescente. Le tracce più antiche della mezzaluna così come la conosciamo provengono dalla serena Venezia intorno al XVI secolo. Un'ipotesi circa l'arrivo di questo dolce in Francia sembra da attribuirsi all'unione tra Luigi XVI e Maria Antonietta d’Austria, la quale, portò dal suo paese natale la ricetta del Kipferl a corte nel 1770, senza però che questo dolce venisse particolarmente apprezzato.
La diffusione invece del croissant — cioè il suo adattarsi dalla forma più semplice di kipferl, prima dell'invenzione della Viennoiserie — in Francia può essere fatte risalire tra il 1837 e il 1839, quando l'ufficiale di artiglieria austriaco August Zang fondò la Boulangerie Viennoise ("Pasticceria viennese") in via de Richelieu 92 a Parigi. Un'immagine del 1909 mostra la stessa data di fondazione, ma la pasticceria era documentata nella stampa già prima. Serviva specialità viennesi incluso il kipferl che divenne rapidamente popolare e ispirò imitazioni francesi, nonché il concetto, se non il termine di viennoiserie, per indicare pasticceria di supposta origine viennese. La versione francese del kipferl fu battezzata croissant per la sua forma.
Alan Davidson, curatore dell'Oxford Companion to Food, non ha rintracciato alcuna ricetta per il croissant moderno in nessun libro di ricetta francese antecedente l'inizio del XX secolo. Il primo riferimento al termine "croissant" si trova nel libro del 1853 Des substances alimentaires (Payen) ed è citato per la prima volta nel Dictionnaire de la langue française nel 1863. La prima ricetta del croissant è nella Nouvelle Encyclopédie culinaire del 1906. Il tedesco Mas Wahren fa risalire l'origine del croissant a un periodo ben più antico: nel culto dei morti persiano, i defunti ricevevano come dono in vista della resurrezione dei dolci a forma di mezzaluna; i primi cristiani avrebbero attribuito di conseguenza al croissant una simbologia eucarestica.
Nel 1977, Jean-Luc Bret e Gérard Joulin aprono La Croissanterie, nel 9º arrondissement di Parigi, Passage du Havre, che oggi ha centinaia di succursali, in Francia e nel mondo. Così il croissant diventa uno dei simboli della Francia, insieme alla baguette e al camembert.

### Leggende
Circolano persistenti storie popolari che attribuiscono erroneamente l'origine e la forma del croissant alla celebrazione della sconfitta dell'Impero ottomano nell'assedio di Vienna del 1683 o in quello di Budapest del 1686. Secondo una di esse, lavorando di notte, un panettiere udì il rumore dei turchi che stavano scavando una galleria sotterranea e ne avvertì i difensori. Come ricompensa per aver salvato la città ricevette il diritto esclusivo di produrre pasticceria a forma di mezzaluna per commemorare l'evento. Comunque non ci sono fonti originali dell'epoca che confermino alcuna di queste storie.

### Differenze tra cornetto ecroissant
Tradizionalmente l'impasto del croissant francese è composto da pochi ingredienti come farina, burro, acqua, lievito di birra, pochissimo zucchero (per non appesantire l'impasto e dare la caratteristica fragranza). L'albume è utilizzato soltanto in superficie per dare l'effetto croustillant e dare colore alla crosta.
Il gusto del croissant è dominato dall'aroma di burro, ingrediente che lo caratterizza principalmente, conferendogli la tipica consistenza. La predominanza del burro rende il croissant adatto ad essere utilizzato sia per preparazioni salate, sia dolci.
Ha un'alveolatura molto aperta, irregolare, quasi vuota in alcuni punti, è molto friabile all'esterno che contrasta poi con un'estrema scioglievolezza all'interno, nonostante l'alta percentuale di burro presente. Il croissant francese è, inoltre, tradizionalmente "vuoto".
Il cornetto all'italiana (impropriamente chiamato brioche in Italia settentrionale) invece ha un impasto più ricco rispetto al croissant: vengono aggiunte nell'impasto le uova, spesso si utilizza al posto del lievito di birra il lievito naturale, che conferisce un particolare gusto al prodotto, è più ricco di zucchero e può avere profili aromatici diversi a seconda delle regioni Italiane: vaniglia tendenzialmente più caratteristica nelle regioni del centro e del nord, agrumato al sud. Il burro (o margarina) è presente in quantità inferiore rispetto al croissant, l'impasto finale è infatti meno sfogliato, più morbido e soffice con un'alveolatura più fitta e regolare. Può essere farcito con crema pasticcera o confetture e marmellate varie (tipica è quella all'albicocca) o creme al/la cioccolato/nocciola.

### Differenza tra brioche, croissant e cornetto
In questo articolo del Giornale di Brescia, Iginio Massari spiega la differenza tra croissant, cornetto e brioche.